# 川島村 (長野県)
川島村（かわしまむら）は長野県上伊那郡にあった村。現在の辰野町大字上島・横川にあたる。

## 地理
- 山：坊主岳、経ヶ岳、黒沢山、大滝山、近江山、穴倉山
- 河川：横川川、小野川

## 歴史
- 1889年（明治22年）4月1日 - 町村制の施行により、上島村・横川村の区域をもって発足。
- 1956年（昭和31年）9月30日 - 辰野町に編入。同日川島村廃止。

## 交通

### 鉄道路線
- 日本国有鉄道
  - 中央本線
    - 信濃川島駅（合併前年の1955年に開業）

### 道路
- 国道153号